# ЕГАИС учёта древесины
Единая государственная автоматизированная информационная система учёта древесины и сделок с ней (она же — ЕГАИС Лес, ЛесЕГАИС) — федеральная информационная система, предназначенная для прослеживания и учёта заготовки и поставок древесины, пиломатериалов и иной продукции, изготавливаемой из древесины.

## История
1 января 2016 года — система официально запущена в эксплуатацию.
1 января 2022 года — запрещена транспортировка леса и пиломатериалов без электронного сопроводительного документа, загруженного в ЕГАИС Лес.
С 1 июля 2021 года в систему стали добавляться сведения о лесосеках, складах и прочих местах хранения древесины.
1 января 2022 года — внедрен электронный сопроводительный документ на транспортировку древесины, цифровая система контроля за оборотом древесины начала работать в полном объеме. В системе зарегистрировано более 20 тысяч пользователей.
1 января 2025 года прекращает своё действие.

## Устройство и назначение системы
ЕГАИС Лес предназначена для сбора информации о лицах, осуществляющих заготовку древесины; договорах аренды, постоянного (бессрочного) и безвозмездного пользования, купли-продажи лесных участков и лесных насаждений; о лесных декларациях, отчётах об использовании лесов; о сделках с древесиной, а также о лицах, совершающих эти сделки, включая участников ВЭД, о лесоохранной деятельности. деятельности по защите и воспроизводству леса. Система также обеспечивает маркировку ценных пород леса, вывозимых из России. Система разрабатывалась и внедрялась с той целью, чтобы абсолютно все звенья, через которые проходит продукция компаний лесного комплекса России, отражали в ней поставки, отгрузки и поступление леса и продуктов её переработки. Таким образом планируется осуществить полный контроль за всем циклом использования древесины, от заготовки до реализации конечному пользователю. Система призвана функционировать в целях улучшения и развития ситуации в лесной отрасли России, в частности, чтобы стала невозможной реализация нелегальной древесины. Для этого в системе «ЛесЕГАИС» постепенно должны быть зарегистрированы все производители, поставщики и потребители древесины, а оборот древесины и изделий из неё без регистрации в системе постепенно будет запрещён.

## Критика
Система подвергается критике как за избыточность, так и за неполноту внедрения. Так, неоднократно критиковалось то, что в ЕГАИС Лес нет возможности внести информацию о сделках с лесом, выросшем на землях сельхозназначения. При этом сделки с таким лесом остаются легальными и это провоцирует переход в теневой сектор оборота леса, участки с которым целенаправленно переоформляются как земли сельхозназначения. Среди критических высказываний в адрес системы со стороны исследователей можно отметить, тезис о том, что за два года работы её внедрение не обеспечило существенного снижения числа выявленных незаконных рубок леса.
В декабре 2021 года ряд российских лесопромышленных компаний обратились с просьбой к правительству России перенести на полгода переход на  электронный учет лесной продукции, объясняя эту просьбу неготовностью модернизированной системы ЛесЕГАИС. Тестирование ее нового функционала показало наличие недоработок в системе, например, базы данных действующей системы и «модернизированной» оказались не синхронизированы, функционал приложения и самой базы не до конца реализован, а также не утвержден порядок предоставления информации в ЛесЕГАИС, что необходимо для формирования и погашения электронных сопроводительных документов (ЭСД) в системе. Несмотря на эти замечания, систему решено было ввести в срок с ее донастройкой на начальном этапе работы.
Сразу после ввода системы в полном объеме с 1 января 2022 года среди проблем отмечались задержки с оформлением сопроводительных документов на лесосырьё, а также отсутствие интернета на некоторых лесных делянках, невозможно оформление в электронном виде доставки древесины в адрес физических лиц. Из-за недостатков и ошибок работы системы в начале 2022 года представителями лесопромышленной отрасли Архангельской области (компания «Регион-Лес) была подана жалоба в Генпрокуратуру России.